# Колзаковы
Колзаковы (Калзаковы) — дворянский род, происходящий от Ивана Петровича Колзакова.
Его сыну Павлу было пожаловано поместье в 1624. Род Козаковых был внесён в VI и II части родословной книги Тульской губернии Российской империи.

## Известные представители
- Калзаков Михаил Никонович - Владимирский городовой дворянин (1627-1629).
- Калзаков Фёдор Афанасьевич - стольник (1676-1692).
- Калзаков Владимир Михайлович - московский дворянин (1677).
- Калзаков Иван Афанасьевич - стряпчий (1683), стольник (1689-1692)[1].
- Андрей Андреевич Колзаков (1780—1853) — генерал-майор, директор Тульского Александровского кадетского корпуса (с 1818), затем член совета военно-учебных заведений.
- Павел Андреевич Колзаков (?—1864) — генерал-адъютант, адмирал, автор «Записок». Брат предыдущего.
- Александр Прокофьевич Колзаков — генерал-майор, георгиевский кавалер.
- Пётр Николаевич Колзаков (1857—1937) — генерал-майор, герой Первой мировой войны.
- Константин Яковлевич Колзаков (1884—1941) — полковник, герой Первой мировой войны, участник Белого движения.
- Борис Яковлевич Колзаков (1888—1940) — полковник л.-гв. Конной артиллерии, герой Первой мировой войны, Георгиевский кавалер, участник Белого движения, участник похода Яссы-Дон.

## Примечание
1. ↑  Алфавитный указатель фамилий и лиц, упоминаемых в Боярских книгах, хранящихся в I-ом отделении московского архива министерства юстиции, с обозначением служебной деятельности каждого лица и годов состояния, в занимаемых должностях.  М., Типогр: С. Селивановского. 1853 г. Колзаковы. стр. 170.